# キング・オブ・ザ・モンスターズ2
『キング・オブ・ザ・モンスターズ2』（キング オブ ザ モンスターズ ツー、KING OF THE MONSTERS 2）は、1992年5月25日に稼働したSNK (旧社)のアーケード用ベルトスクロールアクションゲーム。副題は「THE NEXT THING」。
同社のアーケードゲーム『キング・オブ・ザ・モンスターズ』（1991年）の続編。前作の3年後となる1999年を舞台に、生き残った3頭のモンスターを操作して地球制服を企むエイリアン軍を倒す事を目的としている。操作キャラクターが巨大なモンスター（怪獣）である点は変わらないが、プロレスのような対戦アクションゲームであった前作とは内容が異なり、ステージクリア型の作品となった。アイテム増加、溜め技の追加などのシステム変更が加えられており、前作で登場した6種類のモンスターの内から3種類が姿を変えつつも再登場している。
開発もSNKが行い、音楽は前作を担当した田中敬一の他、アーケードゲーム『戦国伝承』（1991年）を手掛けた清水敏夫、アーケードゲーム『ASOII』（1991年）を手掛けた北村芳彦が担当している。
同年にネオジオに移植された他、1993年にスーパーファミコンに移植、1994年にネオジオCDに移植された他、北米のみでメガドライブ用ソフトとして対戦型格闘ゲームに変更されて発売された。ネオジオ版は2011年にWii用ソフトとしてバーチャルコンソールにて配信された。アーケード版はNintendo SwitchおよびPlayStation 4、Xbox One用ソフトとしてアケアカNEOGEOにて配信された。

## ゲーム内容

### システム
プレイヤーは8方向レバーとボタンで主人公となるモンスターを操作する。
ベルトスクロールアクションゲームゆえ残機（プレイヤーストック）・ライフ併用制となっており、ライフが0になるとミスとなってプレイヤー数が減る。プレイヤー数が0のときにミスするとゲームオーバーだが、クレジットがあればやられたその場からコンティニューできる。コンティニュー時には操作キャラクターを変更することも可能。
各ステージには最後にボスが待ち構えており、ボスのライフを0にすれば倒すことができ、そのステージはクリアとなる。全7ステージで、最終ステージをクリアすればエンディングが流れてゲーム終了。ただし最終ボスを倒すと時間制限付きの戦闘イベントが発生し、その結果によってはスタッフロールの流れないバッドエンディングとなる。

### 操作方法
使用するボタンはA・B・Cの3つで、Dボタンは使用しない。
左か右へのジャンプ中にAボタンで「ジャンプアタック」を繰り出すこともできる（縦、垂直、斜め方向のジャンプ時では不可）。
- レバー：移動、レバーを振って敵の技からの脱出
- Aボタン：パンチ攻撃、溜め押しで必殺技Lv3、連打でダウン時間短縮
- Bボタン：キック攻撃、溜め押しで必殺技Lv2
- Cボタン：ジャンプ、溜め押しで必殺技Lv1、5面でのみ連打で泳ぐ

A・B・Cのいずれかのボタンを一定時間以上押し続けて放すことで必殺技を繰り出すことができる。使える必殺技はPマークアイテムによるパワーアップで一つずつ増えてゆき、そのときは押すボタンによって必殺技を使い分けることもできる（パワーアップの段階で必殺技のボタン割り当てがずれていく、必殺技の表記はプレイヤーのパワーが2段階目の時）。必殺技は何度でも使えるが、溜めが必要であるため、動き回るボスにヒットさせるには工夫がいる。

### アイテム
- Pマーク：1段階パワーアップして、ライフメモリが1上昇、使用可能な必殺技の種類が増える。パワーアップは2段階まで。
- Lマーク：ライフが回復する。小・中・大の3種類がある。
- 1UP：残機が1つ増える。ステージ4とステージ7で条件を満たしたとき、またはボス戦時に一定の体力以下で特定の場所でジャンプすると出現する。
- (q)（逆Pマーク）：プレイヤーのパワーアップを全て解除するマイナスアイテム。
- BOMB：取るとプレイヤーが小ダメージを受けてダウンするマイナスアイテム。
- ?マーク:近づくまで効果が分からないアイテム。効果がわかってから取得までに若干のタイムラグがあり、マイナスアイテムと判明してからでも、すぐ離れれば取得せずにすむ。

### ゲームモード
1PLAYER VS COMPUTER
PLAYER1 PLAYER2 VS COMPUTER
ストーリーに沿って展開するメインのゲームモード。全7ステージをプレイヤー1人、もしくは2人協力で順番に攻略していく。途中参加によって、1人プレイを途中から2人プレイにすることも可能。
PLAYER1 VS PLAYER2
専用のステージ内でプレイヤー2人が対戦するモード。
なお、いずれのモードでも双方のプレイヤーで同じキャラクターを選ぶことはできない。

## プレイヤーキャラクター
スーパージオン (SUPER GEON)
身長112メートル、体重132,000トン。パワー重視型のキャラクター。前作のジオンが、倒したモンスターを食うことで、その細胞から能力を取り込んでパワーアップした姿。
前作よりも見た目が全体的に狂暴になり、下顎の牙が口に収まらずに露出している。体も背中のヒレがトゲになっており、尻尾も先端がトゲの沢山ついた球状になっているなど、攻撃的な進化を遂げている。
ライフが0になると、ドロドロに溶けて消滅してしまう。
- 技
  - パンチ：ひっかき - リーチは短いが素早い近接攻撃。3段目までは振り下ろしで、4段目のみモーションがアッパーになる。
  - キック：テイルハンマー - 非常に長いリーチだが、モーションがとても長い攻撃。相手の近接攻撃範囲外から出すことができるため、牽制にも使える。
  - ジャンプ攻撃：ボディーボールボム - 横飛び中に体を丸め、背中の尖ったトゲを武器にして、スピンアタックをかける。
  - 必殺技Lv1：ジオソード - 鼻先の角を伸ばして折り、それを武器にする技。技発動後はAボタンで突くことが、Bボタンで投げることができる。突きでも投げでも一撃でダウンを奪うことができるので追撃がしやすい。単発での威力は低いが角を使って2回攻撃を当てれば他の必殺技以上のダメージを与えられる。しかし、角は投げたときだけでなく、ジャンプしたり建造物を引き抜いたとき、敵に掴まれた時も消滅してしまうので、多くの行動が制限されてしまう。角を伸ばしてる間以外は無敵時間がないのも欠点。なお、必殺技Lv1の中では唯一最終ボスに通用する必殺技である。
  - 必殺技Lv2：スネークファイア - プレイヤーの前方へ、地を這う炎を吐いて攻撃する。貫通性能があり、並んだ敵や地形をまとめて処理できる。出は早いが、弾速は遅め。他の2つの技に比べて比較的扱い易い。
  - 必殺技Lv3：アースクェイク - 上空高く飛び上がり、着地時の地響きでダメージを与える画面全体攻撃。宙に浮いて移動する一部の敵や、ジャンプ中の敵には効果がない。溜めの開始からダメージが発生するまでに要する時間が非常に長いため、ダウン起き上がりにあわせて敵を固めるのには向いていない。また、発動直後の震える動作は実は完全な無敵ではなく、敵の飛び道具に当たる判定が残っているため、ボスの追尾型の飛び道具攻撃を引き付けてこの技で避けようとすると、技が継続されながらプレイヤーのライフが減るというバグらしき現象が発生する。
  - 投げ返し1：必殺背面落とし - 敵を空中へと高く放り投げ、落ちてきた所を、背中の鋭利なトゲで突き刺す。
  - 投げ返し2：食いちぎり - 敵に噛みついて、肉を引きちぎる。

アトミックガイ (ATOMIC GUY)
身長98メートル、体重126,000トン。スピード重視型のキャラクター。前作のアストロガイが、無数の原子力発電所を破壊してまわり放射能を吸収することでパワーアップした姿。自らの体を用いて実験を行った科学者の成れの果てで、モンスター化の際に失った知能がパワーアップと引き換えにますます低下したという。
素早い攻撃が得意で、必殺技も使いやすいものが揃っている。
ライフが0になると、骨だけになりガラガラと崩れ落ちてしまう。
- 技
  - パンチ：アトミックパンチ - リーチ、スピード共に平均的な攻撃。3段目まではパンチで、4段目のみモーションがアッパーになる。
  - キック：アトミックキック - パンチよりもリーチが若干長い下段蹴り。若干浮いている敵に当てづらい。
  - ジャンプ攻撃：エルボーセイバー - 大きく横に飛び、刃状になった肘を勢いよくぶつける攻撃。
  - 必殺技Lv1：アトミックカッター - カッター状のエネルギーショットを前方に放つ技。ボスやプレイヤーに当たると、ショットがリング状になり拘束してからダウンさせる演出がある。弾速は速いが、発射までにタイムラグがある。
  - 必殺技Lv2：ネオジオ光線 - 自身の顔のような形の巨大なエネルギー弾を前方に放つ技。アトミックカッターより弾速は遅いものの、出は早く貫通性能があり並んだザコ敵相手などに特に有効。
  - 必殺技Lv3：メガトンサンダー - 敵めがけて雷を落とす画面全体攻撃。スーパージオンのアースクェイクと同じく、空中の敵には無力。アーケード版では普通にボスにめがけて撃っても、タイミングを合わせてジャンプ回避されることが多いが、起き上がり直後か着地を狙い当てることで、一方的に相手をハメることも可能。
  - 投げ返し1：フロントスープレックス - 正面から掴んだ敵をスープレックスで地面にたたきつける。
  - 投げ返し2：ハイパー電撃 - 敵を掴んで放電し、強力な電撃を流し込む。

サイバーウー (CYBER WOO)
身長90メートル、体重180,000トン。攻撃力・機動力ともにバランスの取れたキャラクター。前作のウーの傷つき倒れた体から抜き取った脳を、かつて日本政府の命で兵器として秘密裏に作られたロボットの機体に制御装置代わりに移植した姿。目論見では人の意思で外部から操れるはずであったが、これに失敗し、前よりも強力なモンスターとして蘇生させるだけの結果となった。
前作から完全に機械化した体となっており、ゴリラを基にした見た目という事以外はほぼ別物のようなキャラクターになっている。
バランス型と謳ってはいるが、基本的な火力はアトミックガイと大差がなく、複数攻撃の手段にも乏しいため、扱いは難しい。ただし必殺技Lv3は使いこなせさえすれば、ボス戦で他のキャラクターよりも高い火力を出せる。
ライフが0になると、叫び声とともに爆散、バラバラになってしまう。
- 技
  - パンチ：ローリング頭突き - バネ仕掛けの首で頭を高速で突き出し頭突きで攻撃する。
  - キック：スウィングキック - リーチ、スピード共にパンチと大差がない蹴り攻撃。
  - ジャンプ攻撃：ヘビーヒップアタック - 敵に攻撃があたる際に、臀部からピストンが勢いよく飛び出して、相手にダメージを与える。
  - 必殺技Lv1：ロケットパンチ - 手を前方に撃ち出し、それが敵に当たると取りついたのち爆発してダメージを与える。弾速も技の出も早く、シンプルで扱いやすい性能。
  - 必殺技Lv2：波動砲 - 砲台に変形し、前方にエネルギー弾を発射する。変形の動作が長く、発動から発射までラグがあることに加えて、ロケットパンチよりも若干弾速も遅い。命中した後には、弾は四散して、その弾にも当たり判定はある。
  - 必殺技Lv3：デュアルアタック - 上半身と下半身に分離し、Aボタンを押すことで回転アタックで敵を攻撃する技。他の必殺技と違い、発動時には無敵判定があるが、操作中には無敵時間はなく、相手の攻撃も食らってしまう。
  - 投げ返し1：ボディーリフト - 敵を持ち上げて上空へと飛び上がり、高所から地面にたたき落とす。相手が地面に落下してから自身はゆっくり降下してくるため、他の投げ返し技と比べても、ダウン攻撃への移行がワンテンポ遅れてしまう。
  - 投げ返し2：誘導ミサイル - 敵を掴み抑えつけた状態で、背部からミサイルを数発発射し敵にあてて攻撃する。

## 設定

### ストーリー
1999年……あれから3年。6頭のモンスターは3頭にまで減ってこそいたが、その3頭の前に地球人類は無力だった。やがて最後に生き残った1頭が地球の支配者になるかに思われたが、突然宇宙から「THE NEXT THING」と呼ばれるエイリアンたちが来襲、地球征服を宣言する。どちらが地球を支配するかモンスターたちの戦いが始まった。

### ステージ構成
従来のベルトスクロールアクションと比較すると、ボス戦に比重を置いた作品となっており、ボス戦までの道のりは全体的に短く、道中の攻略難易度も低い。
ボス以外の雑魚敵は全て何かしらの攻撃を一撃当てれば倒せる。攻撃頻度もそこまで高くなく、攻撃を受けてもダメージも低い。しかし数が多く、様々な角度から攻撃を仕掛けてくる。
ステージによっては道中がなく、ボス戦のみのステージもある。
一方で、ボス戦はどのステージでも非常に難易度が高い。特にボスの投げ技は皆強力で、一撃あたりのダメージは2メモリ半 - 3メモリ（プレイヤーのライフゲージは初期状態で6メモリ、最大パワーアップで8メモリ）と非常に高威力。連続で投げられるとあっという間にライフが尽きて倒されることになる。対策としては敵に掴まれたらAかBのボタン連打をしてプレイヤーが投げ返す必要があるが、判定にはランダム要素があるため、どんなにボタン連打しても敵に投げられてしまう場合がある。
また、道中でHURRYUPのマークが出てる時に画面を前方にスクロールさせないでいると時間に関係なく即死となる。タイムアップでも上空から回避不可能なレーザー光線を撃たれて即死となる。
ボスの名前のラテン文字表記は左が日本版、右が日本国外版。
ステージ1 - AMERICAN CITY
高層ビルの立ち並ぶアメリカの都市部で、破壊したり掴んで武器にできる建物が多数ある。オープニング演出のあとボスとの短い戦闘イベントが始まり、途中ではエイリアンと手を組んだ軍隊の兵器などが攻撃してくる。
- ボス：フュージキール (HUGE KEAL / HUGE FROGGER)

地球の怪獣たちよりも一回り大きい。素早い動きと瞬間移動を駆使して翻弄してくる。
ゲーム開始と同時にいきなり襲い掛かってくるが、一定のダメージを与えることで一旦離脱し、ステージ終盤で再度登場して決着となる。
マスクのようなものを被っており、口から光線を吐く際にはマスクが開く。素顔は魚類によく似ている。
掴み投げはプレイヤーを掴んだまま高く飛び上がってから地面に押しつぶすプレス攻撃。不意に高威力の飛び蹴りを放ってくることがある。
倒すと溶けて消滅する。
ステージ2 - FRENCH CITY
フランスの都市部。ステージ1と同じく破壊できる建物が多数あり、途中には凱旋門がある。敵もステージ1と同じく軍隊が中心。
- ボス：ホーンデュアウト (HORN DU OUT / EIFFLELYTE)

頭部はエイリアンだが、身体は地球人である。最初は小さいが、攻撃を加えるたびに巨大化していき、プレイヤーキャラクターより少し大きい程度になると本格的に戦闘となる。最終ステージで登場するときは初めから大きい状態で登場する。
通常攻撃は手足が伸び縮みし、リーチに優れる上に、攻撃速度も速い。掴み投げはプレイヤーを左右に何度も地面にたたきつける。
一度倒すと身体は爆散して、頭部だけで襲い掛かってくる。体力は低いが、触れるだけで電撃のダメージを受けるほか、プレイヤーの頭にへばりついてダメージを与えたり、石化するビームを目から放ってくるなど攻撃手段は多彩。ある程度ダメージを与えると2体に分裂して、倒すと膨れ上がったのちに爆散する。
アーケード版のスタッフロールで、人間部分の顔も確認することができる。
SFC版では初登場時から大きい状態で登場し、頭部だけになった時も2体に分裂しない。
ステージ3 - GRAND CANYON
切り立った崖と渓谷のステージ。このステージからザコエイリアンが多数登場する。一画面分の狭い場所で、モグラ叩きのようにあちこちに出現するザコと戦う場所もある。
- ボス：ヤムァモードン (YAM A MORDON / CLAWHEAD)

身体の上部に2つの人間に似た頭部を持ち、さらに下部には巨大な口のあり、中に目があるという異形の生物。口の横から両腕が生えており、移動時には足代わりとなっている。
両頭の上に鋭利に尖った尾があり通常攻撃で突き刺してくる。
掴み投げは尾にプレイヤーを刺して振り回した後に投げ捨てる。
口の中から触手やクモの巣の弾を吐き出すほか、高威力の無敵ジャンプアタックも繰り出す。
それ以外には特殊な演出や攻撃のないボスだが、出現地周辺に上下2段の段差が存在する。
ステージ4 - DESERT
砂漠地帯。前半はあちこちにアリ地獄のような渦があり、中心まで引きずり込まれると口だけの巨大なモンスターに食われて体力に関係なく即死する。前半が終わると巨大竜巻に巻き上げられた後に落下する。落下中にはスコアを回収するミニゲームがあり、着地のタイミングでボタンを押すチャレンジが発生、成功すると1UPを入手できる。失敗してもダメージはない。後半には油田のような施設があり、ピラミッドの前に来るとボスが出現する。
- ボス：キリキリ (KILI-KILI / BEETLE MASTER)

オープニング演出に登場した脳の怪物が、ピラミッドの下に隠されていた身体に装着されて襲い掛かってくる。本体は、4本の足と2本の腕とサソリのような尾を持つ1つ目の怪物。腹にある大きな口は縦に割れている。
掴み攻撃は尖った尻尾を何度もプレイヤーの喉に刺して毒を注入する。毒を受けたプレイヤーは一定時間、身体が紫色に変色して、移動速度が遅くなる。
その他にも、 回転しながら地中に潜り込んで別の場所に移動したり、プレイヤーを地中に引きずり込もうとしてくる。脳を飛ばして遠距離から攻撃してくることもあるなど、攻撃方法は多彩。体力が少なくなると、2体に分身する。
本体を倒すと、残された脳の怪物がとびかかって自爆してくるが、通常攻撃で迎撃できる上にダメージは無い。
SFC版では毒を受けたプレイヤーの上下左右の操作が逆になり、分身する代わりに体色が変化して攻撃が激しくなる。
ステージ5 - SEA BED
水中基地。このステージに限り、ジャンプボタン連打で泳ぐことができる。海底に潜る最中は、顔のついたトゲ状の機雷を避けながらスコアやライフを回収するミニゲームがある（SFC版では無し）。ボスに行くまでの道中、底の見えないクレバスがあるが、アーケード版では自分から落ちることはできない（クレバスに落ちようとするとキャラクターが自動で泳いで落ちるのを防ぐ）。敵の攻撃などを受けた勢いでそのまま落とされることはあるが、ストックを失うなどのデメリットはなく、何事もなかったかのように戻ってくる。
- ボス：サックアイズ (SACK EYES / AQUA SLUG)

シルエットは巻貝に似ており、貝殻からゼリー状の本体（中に内臓と思わしきものが描かれている）を出して、そこから頭部が出ているモンスター。頭部は4つの目と縦に割れた口を持つ。
近接攻撃は口からトゲを出して攻撃してくる。遠距離攻撃はゼリー上の液体3方向にを飛ばして、プレイヤーが触れると体が膨らんでダメージを受ける。その他にも、殻にこもってから高速回転して渦巻きを発生させて攻撃してくる。また、殻にこもった状態から体を高速回転させたまま突進してくることもある。
掴み攻撃はプレイヤーを凍結させる。レバーを振って脱出可能だが、操作を急がなければ追撃を受けることになる。
ボス戦でも護衛としてエイリアンと手を組んだ軍隊の潜水艦が出現する。
ダウンするとひっくり返って殻にこもり、起き上がるまで攻撃を受け付けなくなる。
ボスとのバトルステージ中央付近に、縦一列でクレバスが走っており、ボスを落す事も可能だが、プレイヤー同様何事もなかったかのように戻ってくる。また水中でのバトルだが、ジオンのスネークファイアのヒット時には地上と同様燃焼しながらダメージを受ける。
SFC版では、ダウン時に通常通りダメージを与えることができる。
ステージ6 - LAVA ZONE
溶岩の流れる火山帯。ここではいきなりボスとの戦いになる。溶岩はダメージゾーンになっており、足を踏み入れると少しずつライフが減っていく（SFC版では溶岩によるダメージはない）。ステージ上に破壊可能なオブジェもないため、回復アイテムやパワーアップの回収もほぼ不可能。
- ボス：イートウォウ (EAT WOW / LAVICUS)

道中がない代わりに、ボス自体が非常に高い体力を持つため、かなりの長期戦になる。
ステージの下半分はほとんどが溶岩で埋め尽くされているため、溶岩ダメージのあるアーケード版では実質ステージ上部の狭い場所で戦うこととなる。
上半身に羽根や腕が生えており、頭頂部の角にはプレイヤーを吸引する大きな穴が開いている。また、そこから雑魚エイリアンの卵を産むこともある。
尻尾のある下半身は分離しており、大きな口となっている。上半身に目玉がついているが、それとは別に口の中に大きな目玉が1つある。
足がなく、常に空中に浮遊しているため全体攻撃型の必殺技が効かない（ダウン中のみ当てることができる）。
プレイヤーを吸い込んで噛みつく攻撃が強力で、掴み投げと同等のダメージがある。吸い込まれている最中にレバーを左右に振ることで脱出可能。
一端画面外へと逃げて、直後に突進してくる攻撃を仕掛けてくることがある。
掴み投げはプレイヤーを上空へと持ち上げて、叩き落す。
ステージ7 - HIDE-OUT
火山の中に隠された敵の本拠地。ステージ開始時に、高所からの落下、着地のチャレンジがあり、成功すると1UPを入手できる。
これまでのステージのボスが次々と出現。全て倒せば最終ボスとの戦いになる。
- ボス：キングファマーディー (KING FAMARDY / FAMARDY)

非常に巨大なボスで掴まれることはないものの、接触するだけでダメージを受けてダウンさせられる。SFC版はアーケード版よりも若干サイズが小さい。
本作の最終ボス。頭頂部のいくつもの目と巨大な口を持った山形の体に、首の長い人間が埋まったような非常に醜悪な外見をしている。
多彩な攻撃手段を持ち、プレイヤーを一瞬で丸呑みにする即死攻撃も使う。
必殺技Lv1が通用しないため、使用キャラクターの状態によっては倒せなくなることがある。
口の中の頭部で、プレイヤーに吸い付き、本体で噛みつく攻撃や、ステージ5のボスのように体が膨らむ飛び道具を放ってくることもある。
基本は必殺技や、ジャンプ攻撃でダウンを奪って、ダウン中に追撃を行って地道にダメージを与えていくことになる。
ライフを削りきると、ボスは爆散するが、中から小型化したファマーディーが大量に飛び出してくる。これを時間内に全滅させればグッドエンディングになる。時間内に倒しきれなかった場合にはバッドエンディグとなり、強制ゲームオーバーとなる（クリアしたことにはならない）。
敵の攻撃力は皆無で、どの攻撃でも一撃で倒せる上に、通常攻撃だけでも余裕で全て倒しきれるくらいには時間の猶予はあるが、触れるとダメージモーションがあり、多数に囲まれた状態で触れたら、多段ヒットで大幅な時間ロスを食らうこともある。

## 移植版
| No. | タイトル                        | 発売日                     | 対応機種                               | 開発元             | 発売元             | メディア                              | 型式               | 備考                             |
| --- | ------------------------------- | -------------------------- | -------------------------------------- | ------------------ | ------------------ | ------------------------------------- | ------------------ | -------------------------------- |
| 1   | キング・オブ・ザ・モンスターズ2 | 1992年6月19日              | ネオジオ                               | SNK                | SNK                | ロムカセット                          | NGH-016            |                                  |
| 2   | キング・オブ・ザ・モンスターズ2 | 1993年12月22日 1993年      | スーパーファミコン                     | ナウプロダクション | タカラ             | 16メガビットロムカセット              | SHVC-KT SNS-KT-USA |                                  |
| 3   | King of the Monsters 2          | 1994年                     | メガドライブ                           | Be Top             | タカラ             | ロムカセット                          | T-103056           | 対戦型格闘ゲームに変更されている |
| 4   | キング・オブ・ザ・モンスターズ2 | 1994年9月9日 2025年10月4日 | ネオジオCD                             | SNK                | SNK                | CD-ROM                                | NGCD-039           |                                  |
| 5   | キング・オブ・ザ・モンスターズ2 | 2011年4月12日              | Wii                                    | SNK                | D4エンタープライズ | ダウンロード （バーチャルコンソール） | -                  | ネオジオ版の移植                 |
| 6   | キング・オブ・ザ・モンスターズ2 | INT 2018年11月22日         | Nintendo Switch PlayStation 4 Xbox One | ハムスター         | ハムスター         | ダウンロード （アケアカNEOGEO）       | -                  | アーケード版の移植               |
| 7   | キング・オブ・ザ・モンスターズ2 | 2019年9月27日              | Windows 10                             | ハムスター         | ハムスター         | ダウンロード （アケアカNEOGEO）       | -                  | アーケード版の移植               |
| 8   | キング・オブ・ザ・モンスターズ2 | 2023年7月20日              | iOS Android                            | ハムスター         | ハムスター         | ダウンロード （アケアカNEOGEO）       | -                  | アーケード版の移植               |

ネオジオ版、ネオジオCD版
どちらもSNKより発売。アーケード版とほぼ同内容の、忠実な移植になっている。
スーパーファミコン版
タカラより発売。ボーナスステージが削除されているが、ステージ4のボスが分身しない、ステージ6・7のトラップがない、掴まれた時の投げ返しの成功率やライフ回復アイテムの出現率が上昇しているなど（MAX時にPマークを取ると体力回復する）の変更が加えられており、オリジナル版より難易度が下がっている。
キャラクターの一部挙動にも調整を加えられている。
必殺技の仕様が大きく変更されており、特定のボタンを長押しすることで必殺技ゲージが貯蓄されていく。ゲージを溜めている間に、他の行動をとっても、貯蓄されたゲージが消滅・減少することはない。その分アーケード版よりも、必殺技がうてるようになるまでに必要なため時間は長くなっている。ゲージが満タンになると、ボタンの組み合わせで任意の必殺技をすぐに出すことができる。
メガドライブ版
タカラより1994年に北米でのみ発売。ベルトスクロールアクションゲームでなく、奥行きが設けられている対戦型格闘ゲームに変わった。アーケード版の最終ボス以外の各ステージボスがプレイヤーキャラクターとして使用可能。また一部必殺技の出し方はコマンド式になった。
アーケード版のプレイヤーキャラクターがCPUとして登場する際には日本の市街地（東京・大阪・京都）がホームステージに当てがわれている。CPU戦の最終ボスはプレイヤーキャラクターと同じキャラクターになる。

## スタッフ
- 企画、ディレクター：HAMACHI PAPA
- チーフ・デザイナー：MITSUZOU
- メイン・キャラクター・デザイナー：ABE、TAKA、PAN、PONDA、AHOKAMEN
- メイン・スクロール・デザイナー：SAKAI GOMA、MANORU
- サブ・デザイナー：KILITAO、BOBO FUKUMIZU
- メイン・プログラマー：MAGI2
- サブ・プログラマー：HIROSHI&TADASHI、NISHIURA、CYBER KONDO&KUE、ATOMIC ABE
- 音楽：田中敬一、清水敏夫、北村芳彦、TEAM C2H50H
- プロデューサー：KAWANO
- エグゼクティブ・プロデューサー：川崎英吉

## 評価
スーパーファミコン版
ゲーム誌『ファミコン通信』の「クロスレビュー」では合計19点（満40点）、『ファミリーコンピュータMagazine』の読者投票による「ゲーム通信簿」での評価は以下の通りとなっており、18.7点（満30点）となっている。
| 項目 | キャラクタ | 音楽 | お買得度 | 操作性 | 熱中度 | オリジナリティ | 総合 |
| 得点 | 3.5        | 2.9  | 3.1      | 3.1    | 3.1    | 3.0            | 18.7 |